# アメリカ合衆国憲法修正第27条

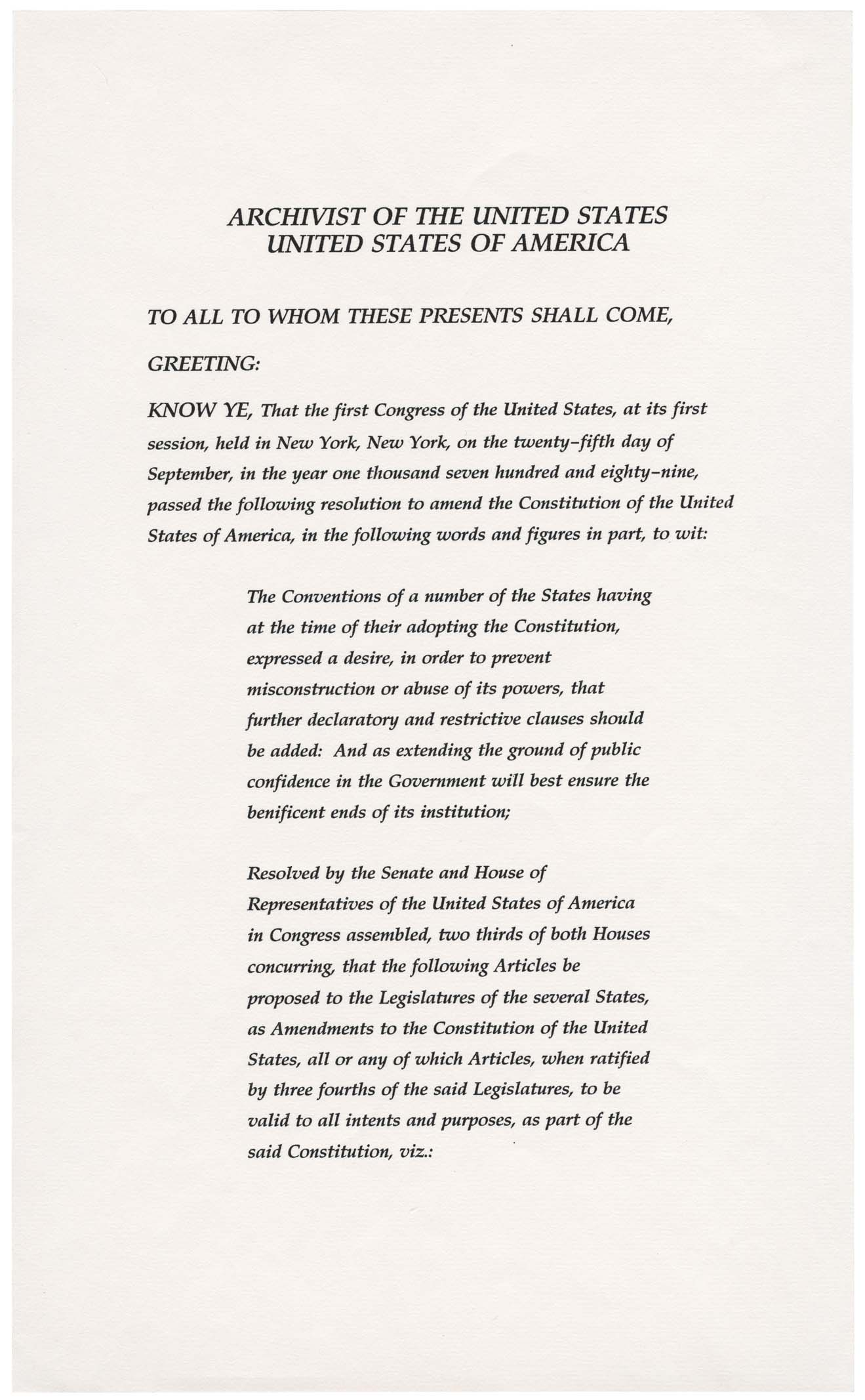
アメリカ国立公文書記録管理局に保管されているアメリカ合衆国憲法修正第27条証明書の1ページ

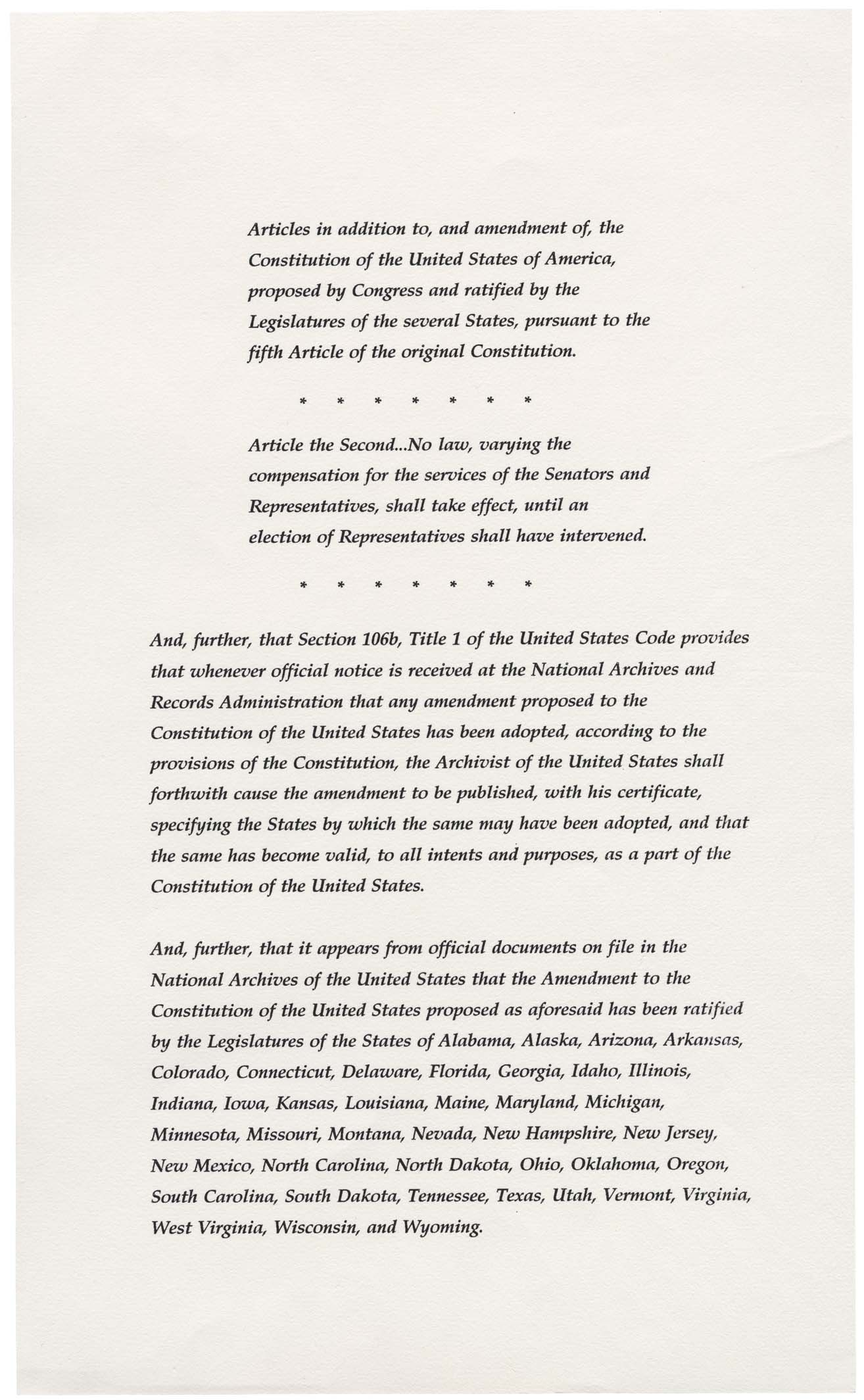
同2ページ

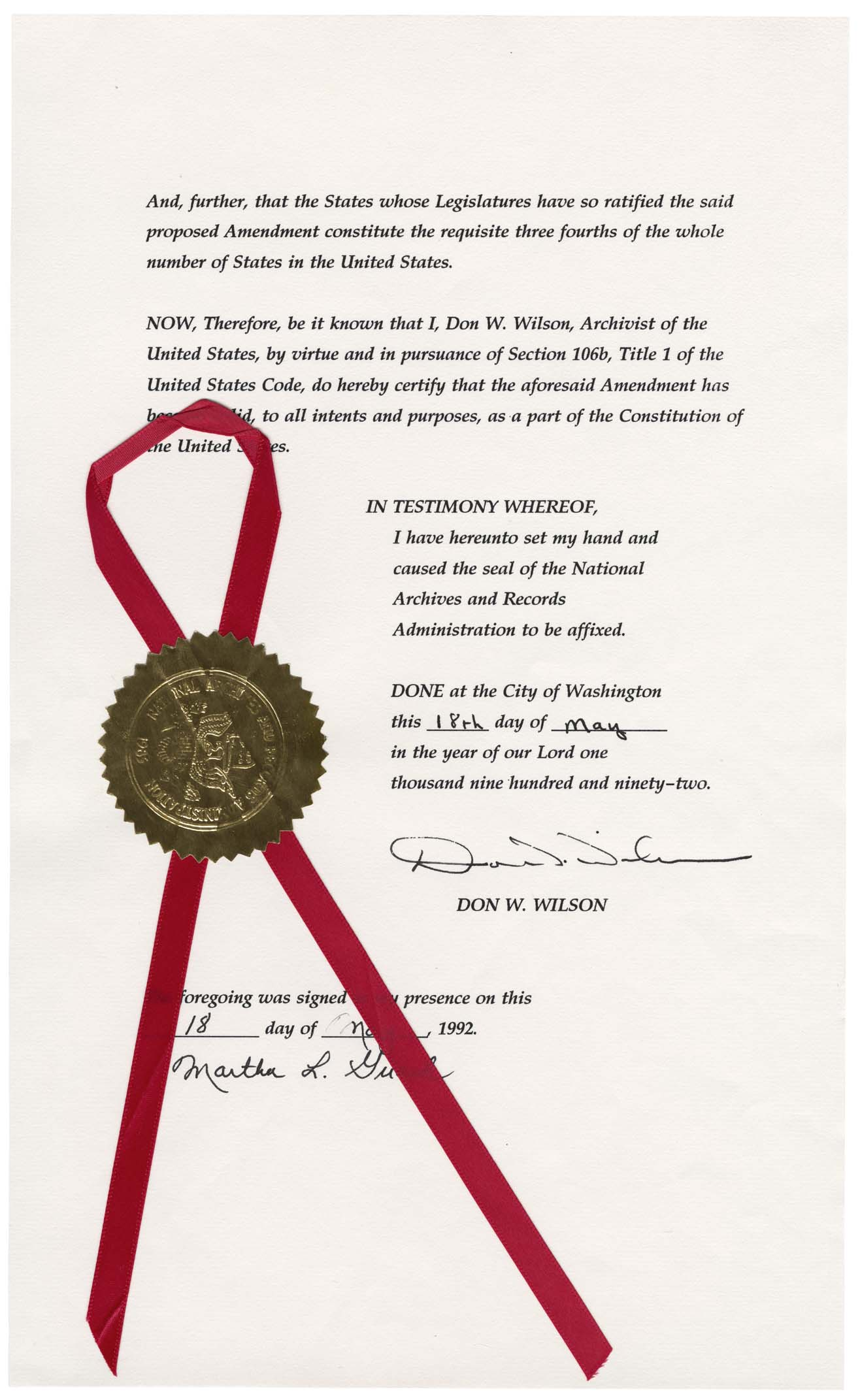
同3ページ

アメリカ合衆国憲法修正第27条（あめりかがっしゅうこくけんぽうしゅうせいだい27じょう、英語: Twenty-seventh Amendment to the United States Constitution、または Amendment XXVII）は、アメリカ合衆国憲法の一番新しい修正条項であるが、元々1789年に初めて提出されてから202年と半年後の1992年に批准されたことでは特異なものでもある。

## 背景
修正第27条はアメリカ合衆国議会議員の報酬を変更することは、下院議員の次の任期が始まる時まで有効とならないことを規定している。時に応じて「1789年の議員報酬修正条項」、「議員給与修正条項」、あるいは「マディソン修正条項」とも呼ばれ、利益の対立を明白に秘めている問題であるので、連邦議会が自分達の給与を設定する権限を制限するものとして機能することが意図された。
当初提出されたときは、批准に必要な11州（当時は全14州）に対してわずか6州でのみ批准され、5州からは拒否された。1873年のオハイオ州議会が連邦議会によって採択された議論の多い報酬引き上げに対する抗議の意味で提案を批准したという特異な行動は別として、報酬制限条項は1980年代まで休眠状態だった。この頃、テキサス州議員の秘書がこの提案を発見して運動を開始し、10年程後の批准に繋がったものである。批准の時の問題は下記「提案と批准」を参照。
しかし、1992年に採択されて以降、この修正条項は連邦議会議員が毎年生活費調整を受けることを妨げなかった。合衆国最高裁判所は議会の生活費調整を違憲だとする異議申し立て訴訟に対し、市民は生活費調整によって個人的に被害を受けていると証明できないので、訴訟を起こした市民はそうするための法的立場にないと述べて、上告を棄却した。それ以降、連邦議会議員は修正条項で課された制限に抵触することなく、報酬の増加を得ることができている。2001年の「シャッファー対クリントン事件」では、合衆国コロンビア特別区巡回控訴裁判所が、修正条項は議会の年間生活調整費に影響しないと裁定した。しかし、合衆国最高裁判所はこの具体的な問題にまだ裁定を出していない。
この修正条項は実際に多くの州によって提案された。当初の憲法そのものを検討するために招集された1788年のノースカロライナ州会議の時、他にも数ある中で次の修正条項が連邦議会に対して要求された。

バージニア州は、1788年の憲法批准会議で、ノースカロライナ州が提案したのと同じような文面で推奨した。ニューヨーク州も、その1788年憲法批准会議で、次のような文面で連邦議会での検討を奨励した。
1816年、この年は連邦議会が修正条項を各州議会での検討のために送付してから四半世紀以上も経っていたが、マサチューセッツ州高等裁判所が1789年に連邦議会によって提案されたのとほとんど同じ文面で憲法に対する修正要望を表明した。この推薦を具体化する議会はマサチューセッツ州下院の評決で138対29という結果で承認したと記録されている。1816年12月のいずれかの時点、あるいは1817年初めに、ケンタッキー州議会が同じ事をした。その後間もなく、テネシー州議会も追随した。

## 提案と批准

### 連邦議会での成立
この修正条項は、後の第4代アメリカ合衆国大統領となった下院議員ジェームズ・マディソンによって下院に提出され、1789年9月25日の合衆国議会第1会期によって各州議会に送付された最初の12箇条の修正条項のうち2番目であった。12箇条の後半10箇条は1791年12月15日に権利章典となった。

### 批准の完了
提案された修正条項は1982年までほとんど忘れられていた。この年、テキサス大学オースティン校の学生グレゴリー・ワトソンがそれを発見した。批准促進の動きが熱心に始められ、それから10年後の1992年5月5日、この時は全米50州になっていたので38番目に同意した州としてアラバマ州議会が承認したとき、最終的に批准された。この時点で修正第27条となった。1939年に一時代を画した「コールマン対ミラー事件」における合衆国最高裁判所判決で、連邦議会が批准のための日限を定めなかった修正条項は、その修正の年代に関わりなく、各州の前に提案されたままであり、各州はこれを検討し続けることができるとしていた。「コールマン事件」のときに最高裁判所は憲法修正条項の批准は政治的な問題であるとも裁定していた。

### 批准に関する証明と連邦議会の承認
1992年5月18日、当時の合衆国政府公文書保管人であったドン・W・ウィルソンによってこの修正条項は公式に証明された。翌19日、批准の証明書と共に、連邦公報に印刷された。
「コールマン対ミラー事件」の判決はあったものの、下院議長トム・フォリー達はこの修正条項の異常な批准過程について法的な異議申し立てを要求した。しかし、「コールマン対ミラー事件」の判決は、連邦議会のみが、ある修正条項が適切に憲法の一部になったか否かを決定する権限があると、明確にしていた。裁判所は、それ自体がこのような「政治的問題に」関与しないと、判事達が主張した。議会が批准に対して反対することは自己利益に誘導するものに過ぎないと考えられたので、国会議事堂の反応は沈黙であった。
合衆国政府公文書保管人は、修正条項は有効に批准されたということを証明するとき、合衆国法典Title 1, section 106bの下に連邦議会によって認められたその法的権限に基づき行動していた。 1951年までは、アメリカ合衆国国務長官が各州から憲法修正条項の批准に関する証明を受け取り、必要とされる数の州の批准がなったときに、批准完了を宣言する証明書を発行する権限を連邦議会から与えられている連邦の機関だった。1951年にこの権限は総務局長に移管され、1984年に法が修正されて合衆国政府公文書保管人に権限が与えられた。
合衆国法典Title 1, section 106bでは、「憲法の規定に従って、アメリカ合衆国憲法に対して提案された修正条項が採択されたという公式の通知がアメリカ国立公文書記録管理局に届いた時はいつでも、合衆国政府公文書保管人は、同条項が採択された州を列記し、同条項がアメリカ合衆国憲法の一部としてあらゆる意図と目的が有効になったことを証明する書類と共に、即座にその修正条項を出版に処すること」としてある。かくして、この修正条項を即座に証明することで、ウィルソンは法の要求に従い、および連邦議会によってその職務に託された法的権限に基づき行動した。
この事情にも拘わらず、ウェストバージニア州選出の上院議員、当時は上院臨時議長であったロバート・バードは、議会の承認無くしてウィルソンが修正条項を証明したことについて譴責した。バードは修正条項について議会の受容を支持したが、修正条項が提案されてから202年と半年を経過していたことについて、議会が批准の有効性を検討するのを待たなかったことで、ウィルソンが「歴史的慣習」から逸脱したと主張した。
「コールマン対ミラー事件」の判決に従い、また1868年の修正第14条批准で最初に作られた前例を守り、第102連邦議会の両院は、1992年5月20日に、その完了まで202年と半年という異常な期間にも拘わらず、この修正条項が有効に批准されたということに同意する両院一致決議を別々に採択した。しかし、両院共にもう一方の決議を採択してはいない。

### 批准の日付
連邦議会は1789年9月25日にこの修正条項を提案した。
次の州がこの修正条項を批准した。
1. メリーランド州 (1789年12月19日)
2. ノースカロライナ州 (1789年12月22日、1989年に再確認)
3. サウスカロライナ州 (1790年1月19日)
4. デラウェア州 (1790年1月28日)
5. バーモント州 (1791年11月3日)
6. バージニア州 (1791年12月15日)
7. ケンタッキー州 (1792年、1996年に再確認)
8. オハイオ州 (1873年5月6日)
9. ワイオミング州 (1978年3月6日)
10. メイン州 (1983年4月27日)
11. コロラド州 (1984年4月22日)
12. サウスダコタ州 (1985年2月21日)
13. ニューハンプシャー州 (1985年3月7日)
14. アリゾナ州 (1985年4月3日)
15. テネシー州 (1985年5月23日)
16. オクラホマ州 (1985年7月10日)
17. ニューメキシコ州 (1986年2月14日)
18. インディアナ州 (1986年2月24日)
19. ユタ州 (1986年2月25日)
20. アーカンソー州 (1987年3月6日)
21. モンタナ州 (1987年3月17日)
22. コネチカット州 (1987年5月13日)
23. ウィスコンシン州 (1987年7月15日)
24. ジョージア州 (1988年2月2日)
25. ウェストバージニア州 (1988年3月10日)
26. ルイジアナ州 (1988年7月7日)
27. アイオワ州 (1989年2月9日)
28. アイダホ州 (1989年3月23日)
29. ネバダ州 (1989年4月26日)
30. アラスカ州 (1989年5月6日)
31. オレゴン州 (1989年5月19日)
32. ミネソタ州 (1989年5月22日)
33. テキサス州 (1989年5月25日)
34. カンザス州 (1990年4月5日)
35. フロリダ州 (1990年5月31日)
36. ノースダコタ州 (1991年3月25日)
37. ミズーリ州 (1992年5月5日)
38. アラバマ州 (1992年5月5日)

批准は1992年5月5日に完了した。その後この修正条項は次の州によっても批准された。
1. ミシガン州 (1992年5月7日)
2. ニュージャージー州 (1992年5月7日)
3. イリノイ州 (1992年5月12日)
4. カリフォルニア州 (1992年6月26日)
5. ロードアイランド州 (1993年6月10日)
6. ハワイ州 (1994年4月26日)
7. ワシントン州 (1995年8月12日)

### 批准していない州
ペンシルベニア州議会下院は1992年1月28日に修正条項を承認したが、ペンシルベニア州上院の委員会で進展が止まった。マサチューセッツ州、ミシシッピ州、ネブラスカ州およびニューヨーク州の議会もこの修正条項を批准していない。ニューヨーク州議会は1790年2月27日にこの修正条項を拒否し、ネブラスカ州議会は1987年に拒否した。ニューヨーク州は1788年の憲法批准会議で同様な修正を具体的に要求した。

### 1700年代に批准がなされなかった訳
この修正条項が当初何故批准されなかったかは推量の的となっている。ある説では、これが州の権限問題に触れたという。
幾つかの州はこの修正条項を連邦議会支配の手段として望み、他の州は連邦政府に任せるべきと主張した。州の権限に関する論議は時として他の重要な行政事項に影を投げ掛け、この修正条項に関する議論は、それが忘れ去られるまで繰り返し遅らされた。

## 裁判所の判例
修正第27条の批准以降にそれに関連して連邦裁判所に訴えられた訴訟は数件があるのみである。以下にそれらを示す。
- 「ボーナー対アンダーソン事件」, 809 Federal Supplement 138 (D.D.C. 1992), aff'd, 30 F.3d 156 (D.C. Cir. 1994);
- 「オペレーション・レスキュー・ナショナル対アメリカ合衆国事件」, 975 Federal Supplement 92 (D. Mass. 1997), aff'd, 147 F.3d 68 (1st Cir. 1998); and
- 「シャッファー対クリントン事件」, 54 Federal Supplement 2d 1014 (D. Colo. 1999), aff'd on other grounds, 240 F.3d 878 (10th Cir. 2001).